# ديزموند غاسبار
ديزموند غاسبار هو مخرج جوقة وعازف بيانو وملحن كندي، ولد في 1970.